# Salt and pepper

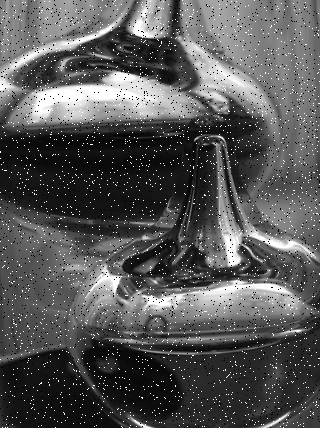
Пример искажённого данным явлением изображения

Шум соли и перца, или чередование чёрных и белых частиц — одна из форм шума, которая как правило встречается на графических и видео изображениях. Этот шум представляет собой случайно возникающие чёрные и белые пиксели. Очень часто для проверки видео фильтров данный шум используют как тестовый, добавляя к сигналу. В обычных же условиях шум соли и перца возникает в изображения при быстрых переходных процессах, таких как неправильная коммутация.
Эффективным способом подавления этого типа шума является использование медианного фильтра.